# Rosanna Davison
Rosanna Diane Davison (sinh ngày 17 tháng 4 năm 1984 tại County Wicklow, Ireland). Cô là một người mẫu và là Hoa hậu Thế giới 2003. Cô là con gái của nam danh ca người Ireland Chris De Burgh. Ca khúc For Rosanna được viết bởi cha cô vào năm 1986 trong album phát hành năm 1986 của ông Into the Light.

## Học vấn
Rosanna đã học tại trường Rathdown là một ngôi trường tư nhân dành cho tất cả các cô gái ở ngoại ô Dublin.
Năm 2006, cô đã tốt nghiệp Đại học Dublin với ngành học Xã hội học và Lịch sử nghệ thuật. Ngoài ra cô cũng đã tốt nghiệp vào tháng 5 năm 2007 từ Viện Fitzwilliam với tấm bằng quản lý sự kiện và Quan hệ công chúng tại Ireland.

## Hoa hậu Thế giới
Tháng 12 năm 2003, Rosanna đã chiến thắng 105 cô gái khác đến từ khắp nơi trên thế giới để giành lấy vương miện Hoa hậu Thế giới đầu tiên cho Cộng hoà Ireland kể từ khi cuộc thi này ra đời vào năm 1951.

## Sự nghiệp người mẫu
Cô hiện tại đang làm gương mặt đại diện cho chương trình ‘Kỳ nghỉ trên băng’, và cũng tham gia vào hai chiến dịch do Newbridge Silverware và Rally England làm chủ.
Cô đã ký hợp đồng với Công ty quản lý người mẫu Storm tại Vương quốc Anh và Assets tại Dublin.

## Hiển thị chú thích
1. ↑  Rosanna Davison Profile
2. ↑  "Miss World 2003". Bản gốc lưu trữ ngày 3 tháng 10 năm 2012. Truy cập ngày 21 tháng 1 năm 2010.

## Các liên kết
- Trang chủ của Rosanna Lưu trữ ngày 19 tháng 5 năm 2008 tại Wayback Machine
- Website của Rosanna tại BeBo